# Guilherme Alvim Marinato
Guilherme Alvim Marinato (em russo: Гильерме Алвим Маринато) (12 de dezembro de 1985) mais conhecido como Guilherme, é um ex-futebolista brasileiro, naturalizado russo, que atuava como goleiro.

## Carreira

### Atlético Paranaense
Guilherme começou sua trajetória no profissional pelo Atlético Paranaense em 2003, sendo o terceiro goleiro. No ano de 2007 se estabeleceu como reserva imediato de Viáfara. Algumas poucas atuações do goleiro fizeram o Lokomotiv pagar sua multa em julho de 2007.

### Lokomotiv Moscou
Desde 2007 faz parte do elenco do time russo, tendo ganho espaço nas ultimas temporadas fazendo mais de 300 jogos pelo clube russo.

## Seleção Russa
No dia 26 de março de 2016, Guilherme fez sua estreia na Seleção Russa, o goleiro foi se destacando no futebol russo por isso recebeu o convite para se naturalizar e assim poder defender a seleção do pais em que atua profissionalmente desde 2007.
Guilherme foi preterido e não disputou a Copa do Mundo de 2018, na Rússia.

## Títulos

### Atlético Paranaense
- Campeonato Paranaense de Futebol: 2005
- Dallas Cup: 2004, 2005

### Lokomotiv Moscow
- Campeonato Russo: 2017–18
- Copa da Rússia: 2014–15, 2016–17, 2018–19
- Supercopa da Rússia: 2019